# Walter Parazaider
Walter Parazaider (* 14. března 1945 Chicago, Illinois, USA) je americký saxofonista, klarinetista, flétnista, zpěvák a hudební skladatel. Na klarinet začal hrát v devíti letech. V roce 1967 spoluzaložil skupinu Chicago.